# Melasina bettoni
Melasina bettoni är en fjärilsart som beskrevs av Butler 1898. Melasina bettoni ingår i släktet Melasina och familjen säckspinnare. Inga underarter finns listade i Catalogue of Life.